# سالم خلیفه
سالم خلیفه هلال (انگلیسی: Salem Khalifah؛ زادهٔ ۲۶ اکتبر ۱۹۹۰) یک ورزشکار است.